# Castell de Benavent de la Conca
El Castell de Benavent fou un dels castells en què el comte d'Urgell basà la seva conquesta del Pallars als sarraïns. Pertany al terme municipal d'Isona i Conca Dellà, dins de l'antic terme de Benavent de la Conca. Era situat en el lloc que ara ocupa el poble vell de Benavent, on queden algunes restes.
Esmentat ja el 1055, el 1071 i el 1078, sempre en relació amb el castell de Biscarri, del qual era el seu límit sud. Havia estat conquerit per Arnau Mir de Tost per al Comtat d'Urgell, i li'n fou reconegut el senyoriu. En el seu testament (1071), el deixa a la seva filla, la comtessa Valença, muller de Ramon V de Pallars Jussà, i al seu net, Arnau. Alhora, el 1077 un feudatari dels comtes, Bernat Transver, n'havia cedit importants possessions a la canònica de Santa Maria de la Seu d'Urgell. Aquest, que el 1092 en tenia el senyoriu, el donà com a herència al seu fill Guillem.
El 1190 formava part de les possessions de Ramon de Seró i la seva muller Adelaida, els quals el cediren en capítols matrimonials a la seva filla Berenguera, que es casava amb Ramon de Camporrells.
A partir del segle xiv apareix dins de la baronia d'Orcau, com Conques, Figuerola d'Orcau i Orcau. Com tota la baronia d'Orcau, passà als Erill, dels quals, com altres possessions d'aquesta família, anà a parar a mans dels comtes d'Aranda i ducs d'Híxar.